# Sundman (cráter)

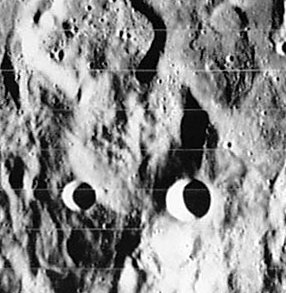
Fotografía de la misión Lunar Orbiter 4

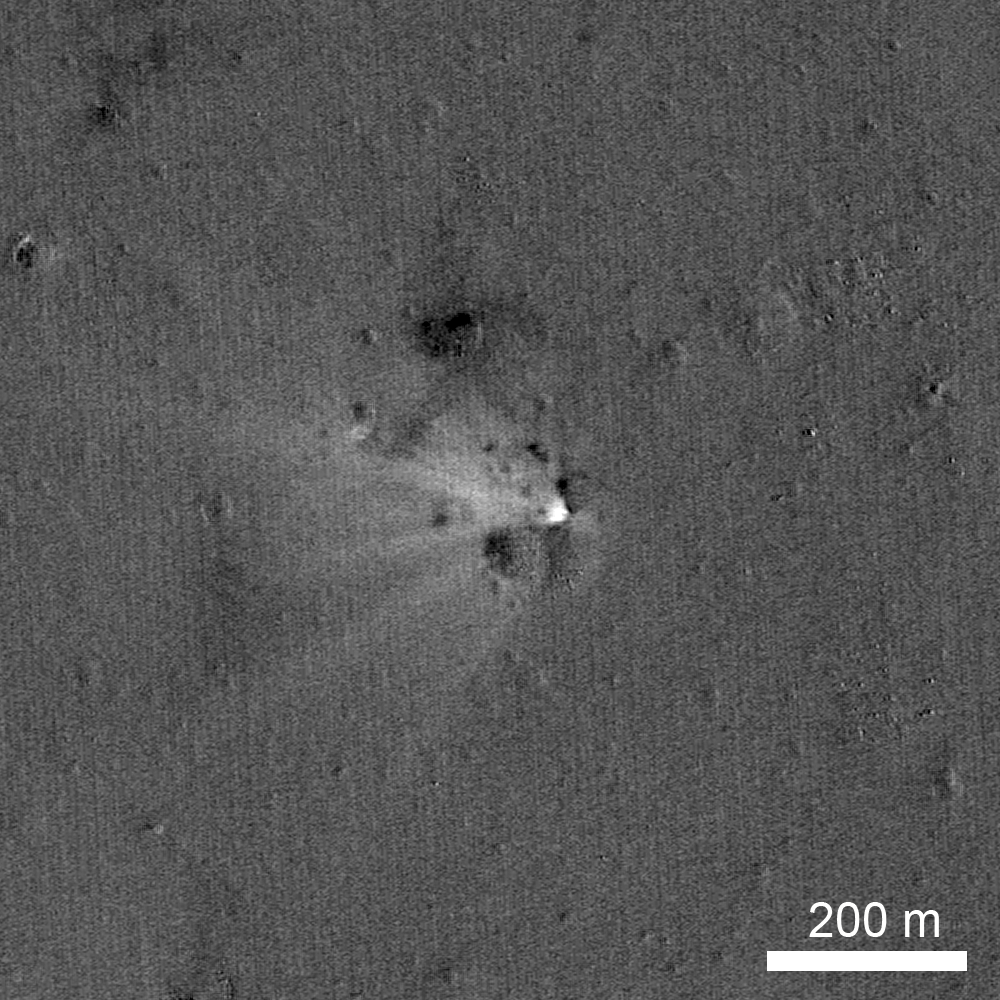
Fotografía de la misión Lunar Reconnaissance Orbiter del impacto producido por la colisión programada de la nave de la misión LADEE

Sundman es un cráter de impacto lunar que se encuentra justo después del terminador occidental. Aunque pertenece a la cara oculta de la Luna, esta parte de la superficie es visible desde la Tierra durante los períodos de libración e iluminación favorables. Sundman se encuentra al suroeste de la llanura amurallada del cráter Einstein, y al oeste de la hendidura del Vallis Bohr.
|  |

Este cráter se encuentra en medio de la falda de materiales eyectados que rodean la cuenca de impacto del Mare Orientale. Tanto el cráter como sus alrededores han sido modificados por esta enorme cantidad de materiales, y la superficie muestra un patrón irregular que es generalmente radial con respecto a la cuenca del mar, que está situado al norte. El cráter forma una depresión somera en la superficie, con pequeños cráteres en el borde suroriental y suroeste.

## Cráteres satélite
Por convención estos elementos son identificados en los mapas lunares poniendo la letra en el lado del punto medio del cráter que está más cercano a Sundman.
|         | \| Sundman \| Coordenadas \| Diámetro \| \| ------- \| ----------------------------- \| -------- \| \| J \| 8°54′N 90°12′O / 8.9, -90.2 \| 10 km \| \| V \| 11°54′N 93°30′O / 11.9, -93.5 \| 19 km \| |          |
| Sundman | Coordenadas | Diámetro |
| J       | 8°54′N 90°12′O / 8.9, -90.2 | 10 km    |
| V       | 11°54′N 93°30′O / 11.9, -93.5 | 19 km    |

Sundman J es un prominente cráter de halo oscuro.

## Impacto sobre la Luna de la misión LADEE
La misión Lunar Atmosphere and Dust Environment Explorer (LADEE) terminó con un impacto lunar planificado el 18 de abril de 2014. Posteriormente, se encontró que la localización exacta del impacto estaba cerca del borde este del cráter Sundman V.